# ازکیل کمبوی
ازکیل کمبوی (زاده ۲۵ مه ۱۹۸۲) یک دونده کنیایی است که در رشته ۳۰۰۰ متر با مانع فعالیت می‌کند. او دارای دو عنوان قهرمانی المپیک تابستانی (در سال‌های ۲۰۰۴ و ۲۰۱۲) و چهار عنوان قهرمانی جهان (در سال‌های ۲۰۰۹، ۲۰۱۱، ۲۰۱۳ و ۲۰۱۵) است. بهترین رکورد کمبوی در این رشته ۷:۵۵٫۷۶ است که در سال ۲۰۱۱ در موناکو به ثبت رسیده‌است. هم‌چنین تنها کسی است که چهار مقام قهرمانی (متوالی) در این رشته دارد.

## زندگی‌نامه
کمبوی در ماتیرا در کشور کنیا به دنیا آمد. پس از پایان دوره راهنمایی در سال ۱۹۹۹ از ادامه تحصیل کناره‌گیری کرد و در سال ۲۰۰۱ قهرمان جوانان آفریقا شد.
در سال ۲۰۰۲ کمبوی نایب قهرمان بازی‌های مشترک‌المنافع شد و در همان سال، مقام سوم مسابقات دو و میدانی آفریقا را به دست آورد. در سال ۲۰۰۳ کمبوی در مسابقات جهانی، پس از هم‌تیمی سابق خود سیف سعید شاهین که به تابعیت قطر در آمده بود، دوم شد.
در غیاب شاهین، کمبوی با دو هم‌وطن خود در المپیک آتن رقابت کرد و قهرمان شد. دوباره در سال ۲۰۰۵ در مسابقات جهانی پس از شاهین به مقام دوم رسید و دو سال بعد، این عنوان را در مسابقات جهانی ۲۰۰۷ تکرار کرد. سپس در المپیک پکن ۲۰۰۸ به مقام هفتم رسید. پس از المپیک، کمبوی در مسابقات جهانی ۲۰۰۹ و ۲۰۱۱ قهرمان شد و این عنوان را در المپیک لندن ۲۰۱۲ تکرار کرد. او قهرمانی مسابقات جهانی ۲۰۱۳ و ۲۰۱۵ را نیز به دست آورد.